# Chaetophora pendula
Chaetophora pendula là một loài Rêu trong họ Hookeriaceae. Loài này được (Hook.) Brid. mô tả khoa học đầu tiên năm 1827.